# Берзгале

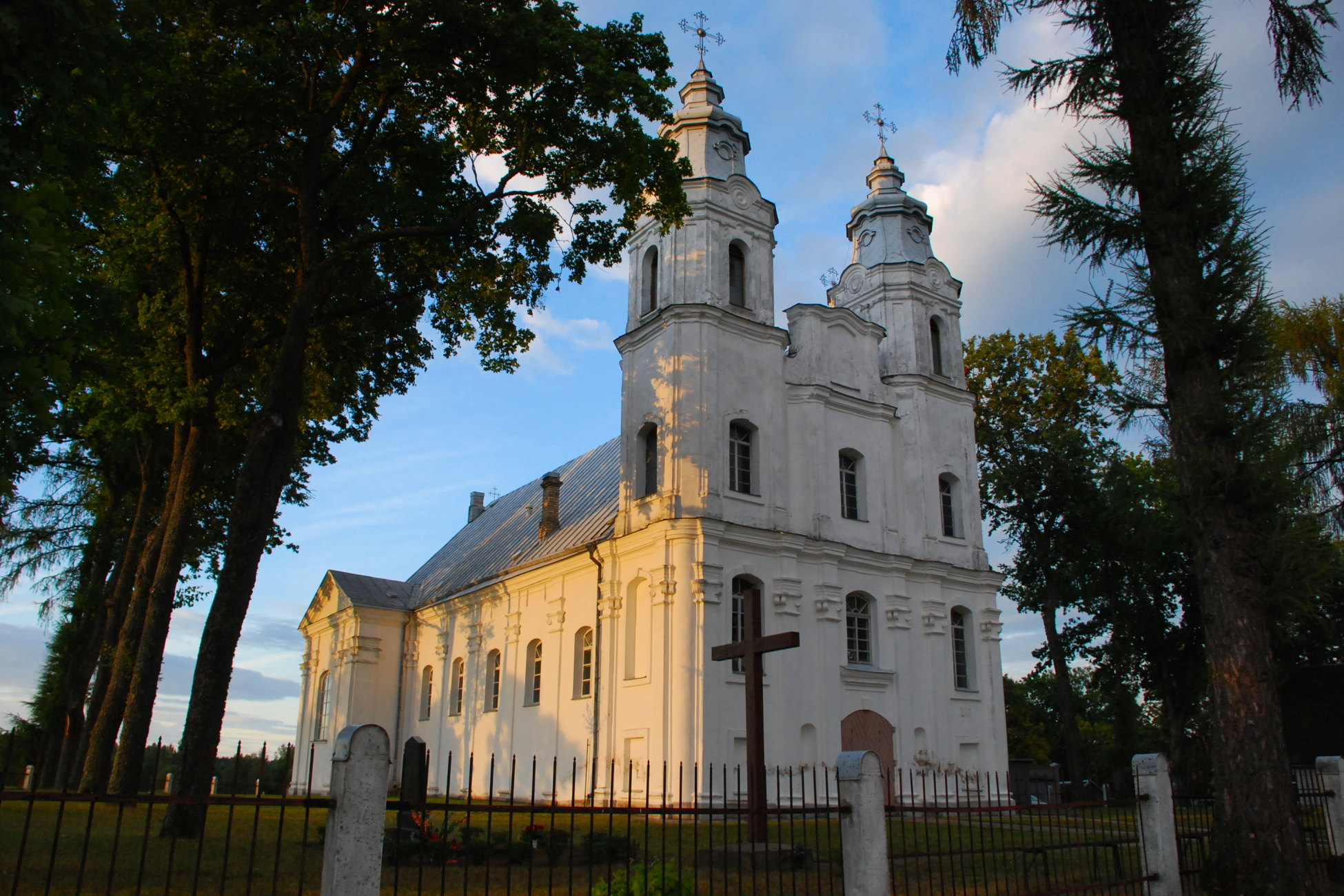
Католическая церковь Св. Анны

Бе́рзгале (латыш. Bērzgale) — населённый пункт в Резекненском крае Латвии. Административный центр Берзгальской волости. Расположен на берегу озёр Мейрану и Мицану неподалёку от автомагистрали A13. Расстояние до города Резекне составляет около 25 км.
По данным на 2018 год, в населённом пункте проживало 274 человека. Есть волостная администрация, начальная школа, детский сад, Латгальская ремесленная школа, дом культуры, библиотека, почта, краеведческий музей, католическая церковь Святой Анны (конец XVIII века).

## История
Ранее село являлось центром поместья Берзгале.
В советское время населённый пункт был центром Берзгальского сельсовета Резекненского района.